# Puente de Wuhan sobre el río Yangtsé
El Puente de Wuhan sobre el Río Yangtsé (en chino, 武汉长江大桥; pinyin, Wǔhàn Chángjiāng Dàqiáo), también conocido como Primer Puente de Wuhan sobre el Yangtsé, es un puente de carretera y ferrocarril con dos plataformas que cruza el río Yangtsé en Wuhan, China. Tras su finalización en 1957, era el puente sobre el Yangtsé más al este, y era conocido a veces como el "Primer Puente del Yangtsé".
Tiene una longitud de 1,6 km, desde Turtle Hill en Hanyang, en la orilla norte del Yangtsé, hasta Snake Hill en Wuchang, en la orilla sur. El primer proyecto de la construcción del puente se remonta a 1910. Se realizaron cuatro estudios exploratorios entre 1913 y 1948 para identificar el lugar apropiado, pero las limitaciones económicas y la combinación de la Segunda Guerra Mundial y la guerra civil china evitaron la construcción del edificio hasta la década de 1950. La construcción comenzó en septiembre de 1955 y se completó en octubre de 1957.
La plataforma superior del puente es una autopista de cuatro carriles en dos sentidos. La plataforma inferior lleva dos vías de ferrocarril de la línea Pekín-Cantón.

## Historia

### Antecedentes
La metrópolis de Wuhan es la fusión de tres ciudades situadas en la confluencia del río Han y el Yangtsé: Wuchang, situada en la orilla sur del Yangtsé, Hanyang, en la orilla norte del Yangtsé y oeste del Han, y Hankou, en la orilla norte del Yantsé y este del Han. Wuhan está en el corazón de China Central y es un centro de transporte entre la cuna de la civilización china y los puertos de Cantón y Hong Kong en el sur. La línea de ferrocarril Pekín-Wuhan entró en servicio en 1906, seguida en 1936 por la línea Wuhan-Cantón. Entre aquel momento y la apertura del puente en 1957, los vagones de los trenes que viajaran entre el norte y el sur de China tenían que cruzar el Yangtsé en barcazas, una práctica laboriosa y peligrosa.

### Comienzos del planeamiento
El proyecto de un puente de ferrocarril sobre el Yangtsé en Wuhan fue propuesto por primera vez por Zhang Zhidong a finales del siglo XIX. En mayo de 1912, el ingeniero de ferrocarriles Jeme Tien Yow fue nombrado jefe de la asociación del ferrocarril Wuhan-Cantón por el Gobierno de Beiyang. Mientras trabajaban en la estación de trenes de Wuchang, Jeme añadió a la construcción del ferrocarril planes de conexión a las líneas de Pekín y Cantón.
En 1913, George Miller, profesor de ingeniería en la Universidad de Pekín, trajo a Xia Changchi (en chino tradicional, 夏昌熾), Li Wenji (en chino tradicional, 李文驥), y otros trece estudiantes chinos de ingeniería a Wuhan para hacer un estudio sobre la posible localización del puente. Al mismo tiempo, el presidente de la Universidad de Pekín Yan Fu presentó la propuesta inicial de la construcción del puente al Departamento de Transporte. Los primeros diseños del puente se inspiraban en el Forth Bridge, cerca de Edimburgo, que fue completado en 1890. Aunque su trabajo no pasó de la fase de planeamiento, la zona identifinada en el estudio de 1913 resultó ser un lugar excelente, y es donde se construiría el puente.
El tratado de Sun Yat-sen El Desarrollo Internacional de China, publicado en 1919, subrayó la importancia económica de encontrar un lugar apropiado para construir un puente o un túnel que cruzara el Yangtsé, por el que pasara el ferrocarril. Sun escribió, "Tiene que haber un túnel construido bajo el primer meandro del Yangtsé en Wuhan para conectar las dos orillas. Por otra parte, debe haber un túnel o puente en la desembocadura del Río Han para conectar las tres ciudades de Wuchang, Hankou, y Hanyang entre sí, formando una metrópolis." Sin embargo, la construcción del puente de ferrocarril sobre el río Amarillo en Zhengzhou redujo los limitados recursos para la construcción de puentes que tenía China.

### Construcción

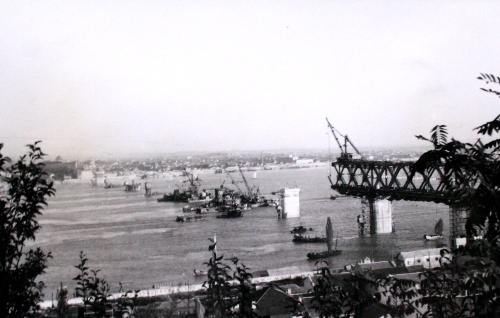
El Puente de Wuhan sobre el Río Yangtsé en construcción en 1956

En 1949, poco después de la victoria del Partido Comunista de China en la guerra civil china y la fundación de la República Popular China, el antiguo estudiante de ingeniería de la Universidad de Pekín Li Wenji, que tenía 63 años, y el ingeniero de puentes Mao Yisheng (en chino, 茅以升) presentaron una propuesta al nuevo gobierno para la construcción del puente de Wuhan como "un memorial del éxito de la nueva revolución democrática."  Li y los demás fueron invitados a la primera Conferencia Consultiva Política del Pueblo Chino en septiembre de 1949 para participar en discusiones sobre la construcción del puente.
Las propuestas se aceptaron, y en enero de 1950 se creó un comité para el puente. Li pudo participar en el primer año del planeamiento y construcción hasta que se enfermó y murió en agosto de 1951. Entre 1950 y 1953 se celebraron tres conferencias para discutir los proyectos, diseños y construcción del puente mientras esta se desarrollaba. En febrero de 1953, Mao Zedong viajó a Wuhan para recibir informes del progreso del proyecto, y visitó la Torre de la Grúa Amarilla para ver el lugar propuesto para la construcción del puente. El 1 de abril de 1953, Zhou Enlai aprobó la creación de la Oficina de Ingeniería del Gran Puente de Wuhan, responsable de supervisar el diseño y construcción del puente, con Peng Min (en chino, 彭敏) como jefe de la oficina y secretario del partido y Wang Juqian (en chino, 汪菊潜) como ingeniero jefe.
Los ingenieros chinos de la década de 1950 todavía dependían en gran medida de expertos occidentales en proyectos importantes. Entre julio y septiembre de 1953, los ingenieros chinos llevaron un gran número de planos del puente a Moscú para consultarlos con los ingenieros soviéticos. En julio de 1954, el Consejo de Estado de la República Popular China aprobó que una delegación de 28 ingenieros soviéticos, liderados por Konstantin Sergeyevich Silin (1913–1996), viajara a China y ayudara a los chinos en el diseño y construcción del puente.
La construcción comenzó oficialmente el 1 de septiembre de 1955. Silin había predicho que el uso de pozos de cimentación con aire presurizado no sería práctico debido al nivel de agua impredecible del Yangtsé, lo que hizo que perforar agujeros para los soportes del puente fuera mucho más difícil. Se usó el diseño de puente en ménsula, y la construcción duró más de dos años. Mao Zedong volvió a Wuhan el 6 de septiembre de 1957 para inspeccionar el puente casi completado, y pudo caminar desde el lado de Hanyang hasta el lado de Wuchang. El puente abrió formalmente al tráfico el 15 de octubre de 1957.

## Galería de imágenes

Historia del Puente de Wuhan sobre el río Yangtsé
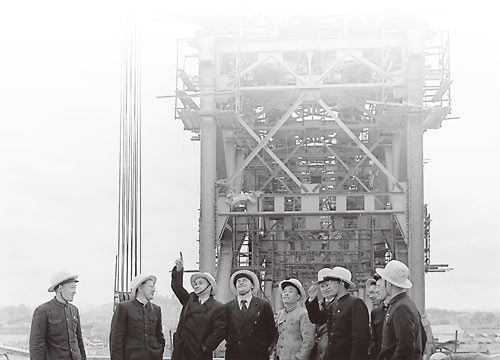
Ingenieros chinos y soviéticos en la construcción del puente.
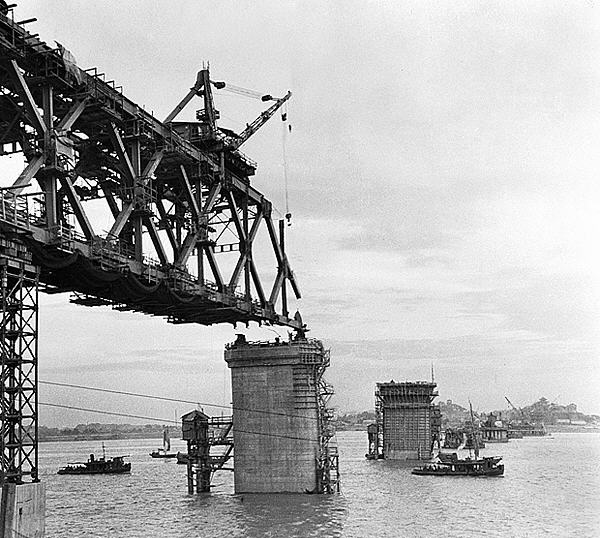
La construcción del puente.
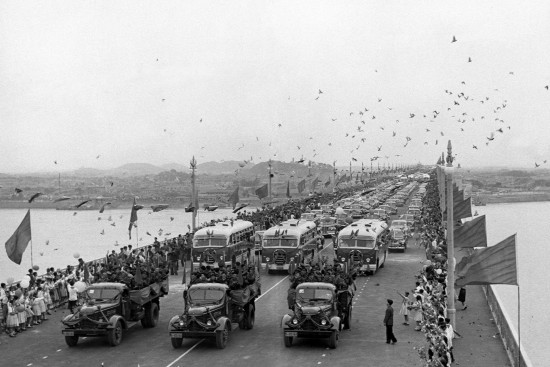
Desfile de tráfico en la apertura del puente, 15 de octubre de 1957.
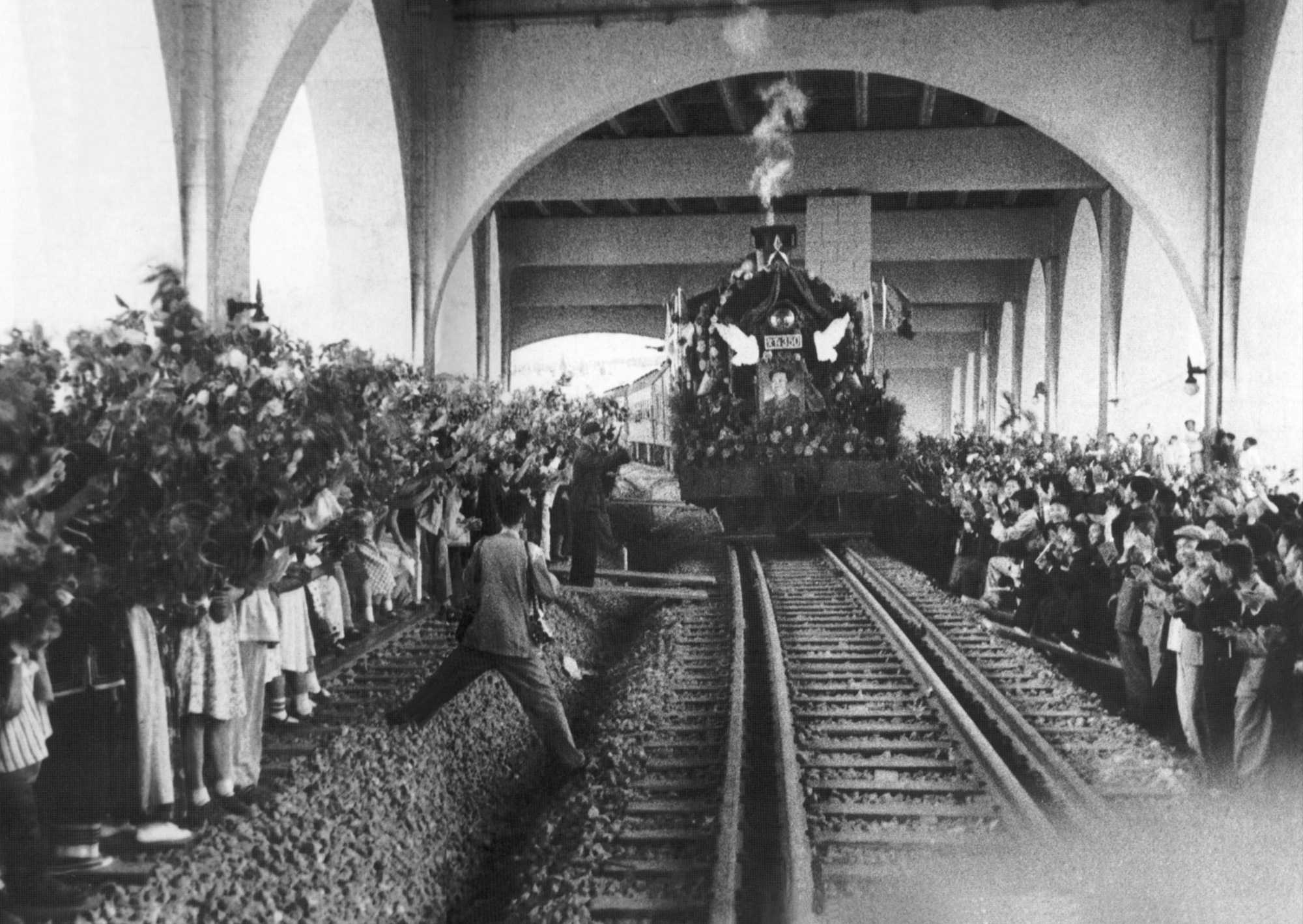
El primer tren que cruzó el Puente de Wuhan sobre el Río Yangtsé, el 15 de octubre de 1957.

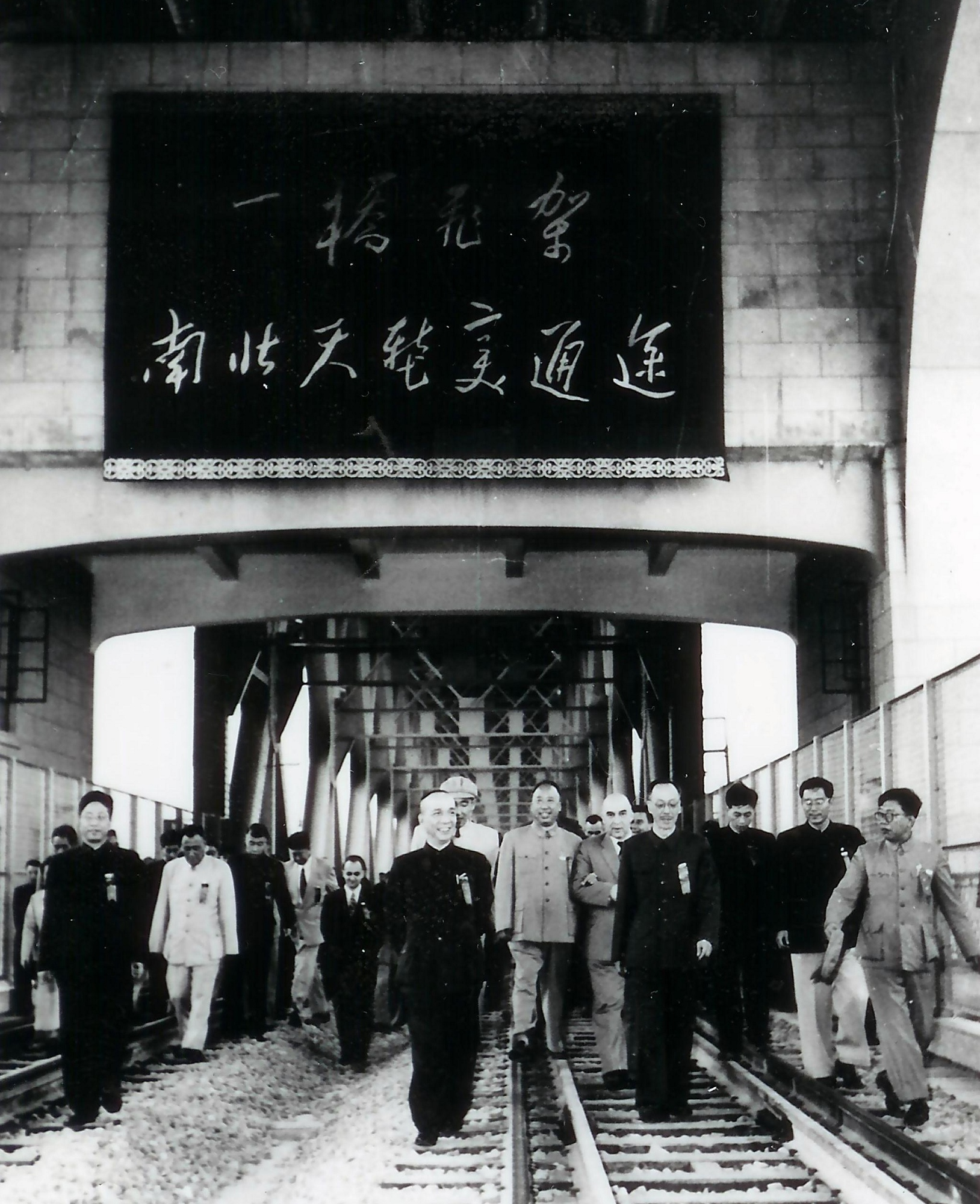
Líderes chinos en la ceremonia de apertura.
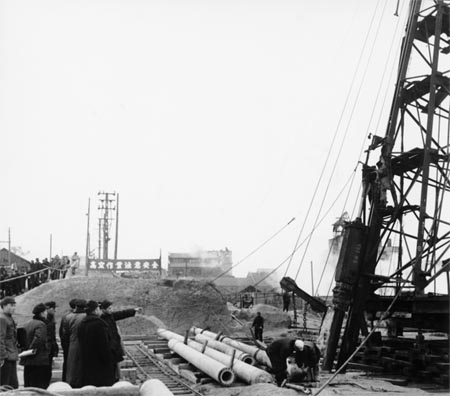
Ingenieros en la construcción.
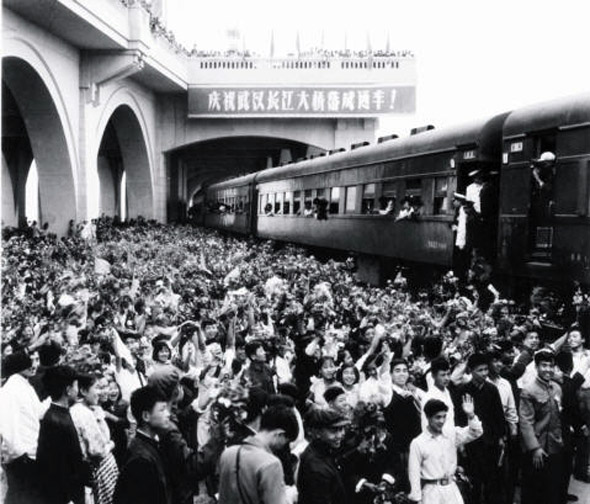
Multitudes en la ceremonia de apertura.
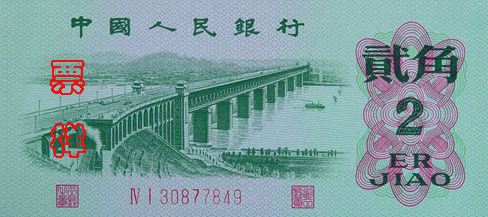
El puente en un billete de 0,20 Renminbi (1960).

Primer Puente de Wuhan sobre el Río Yangtsé
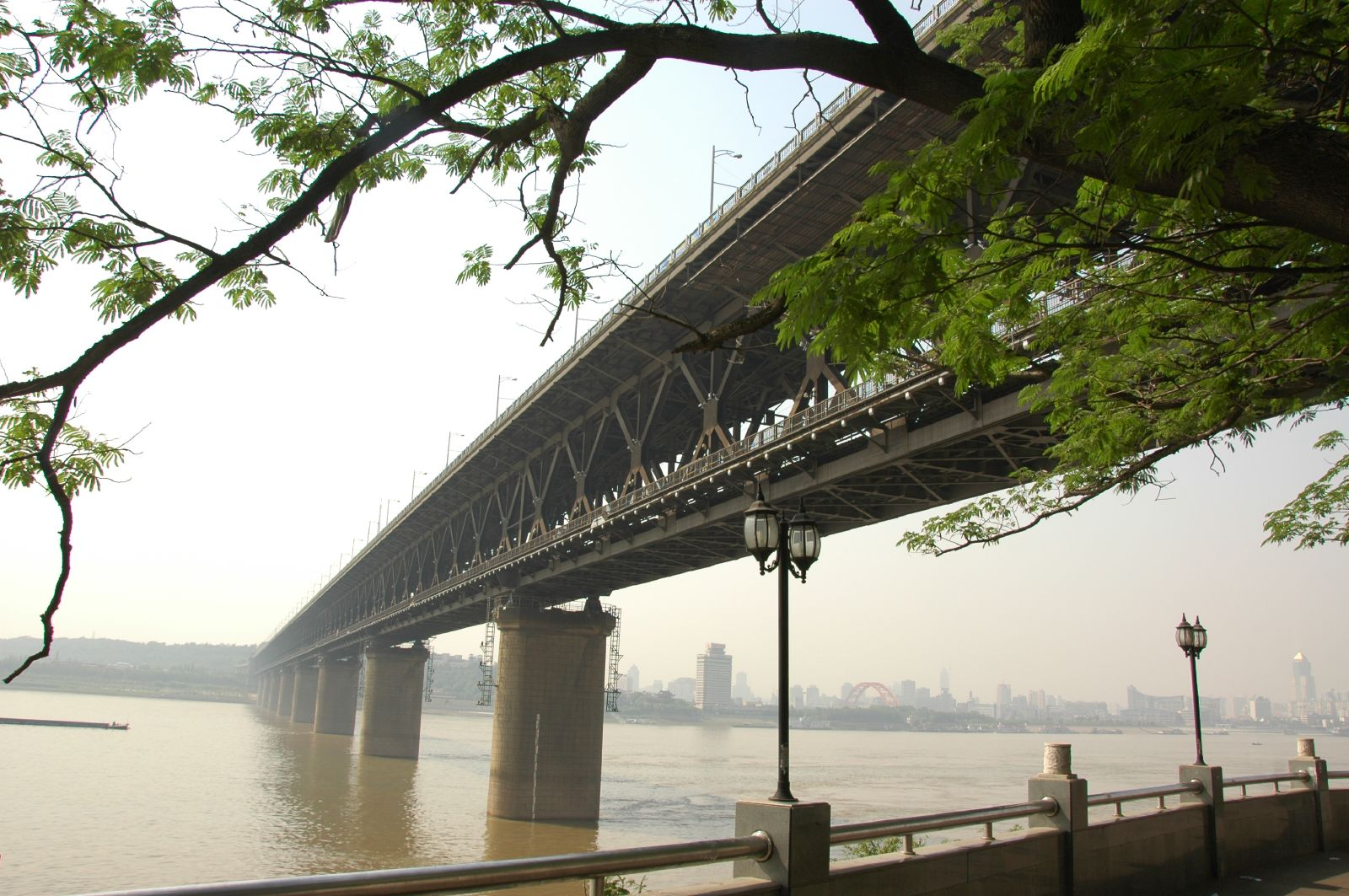
Vista desde el río.
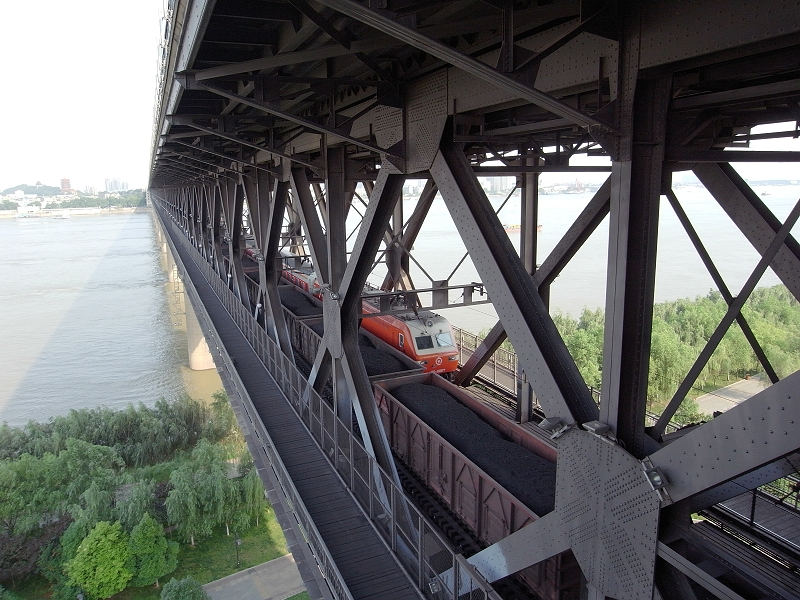
La plataforma de ferrocarriles.
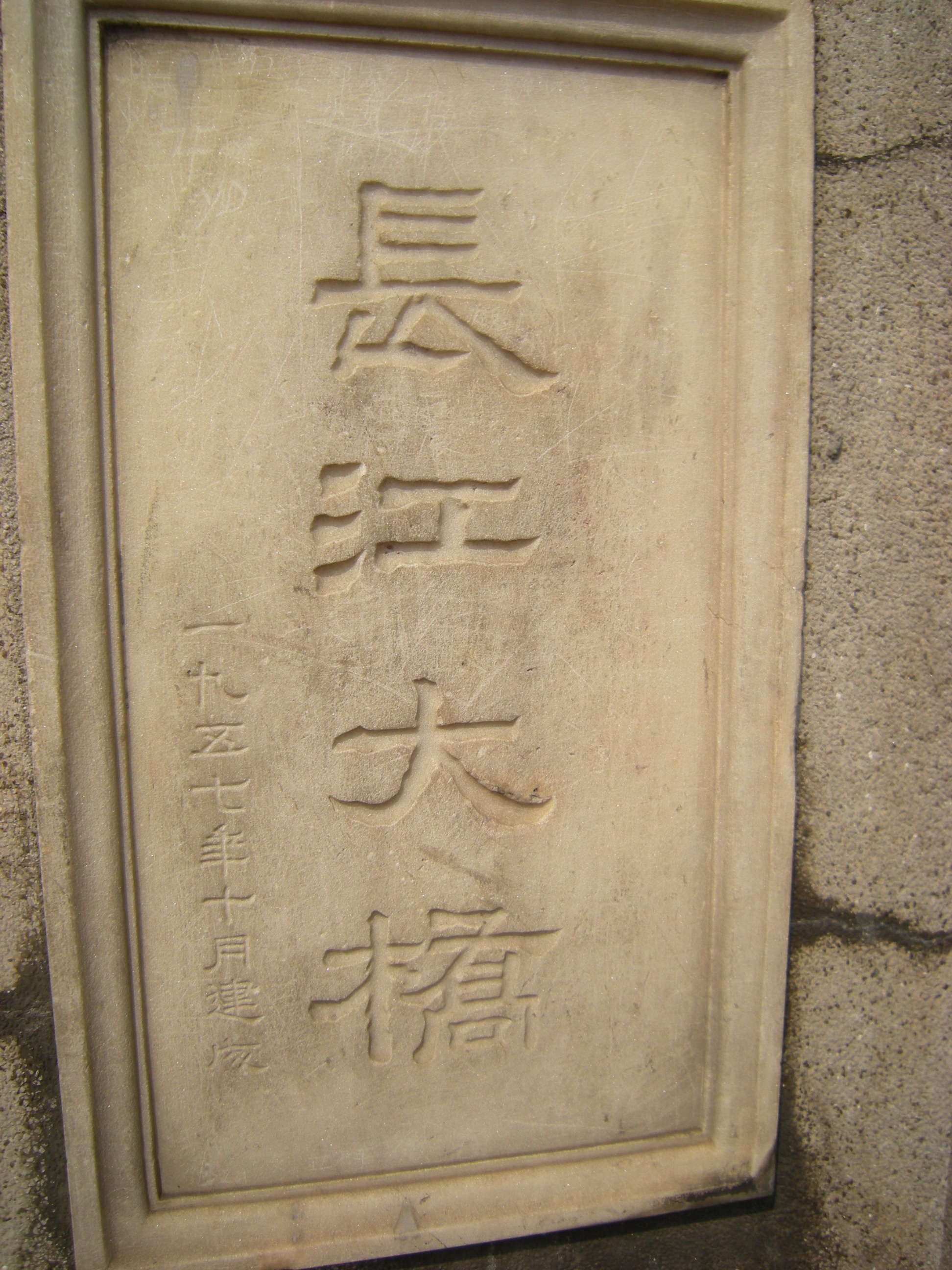
Inscripción en el puente.
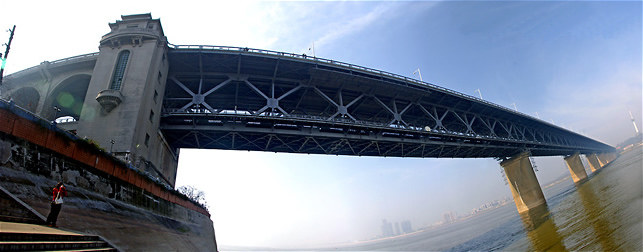
Imagen panorámica del puente.
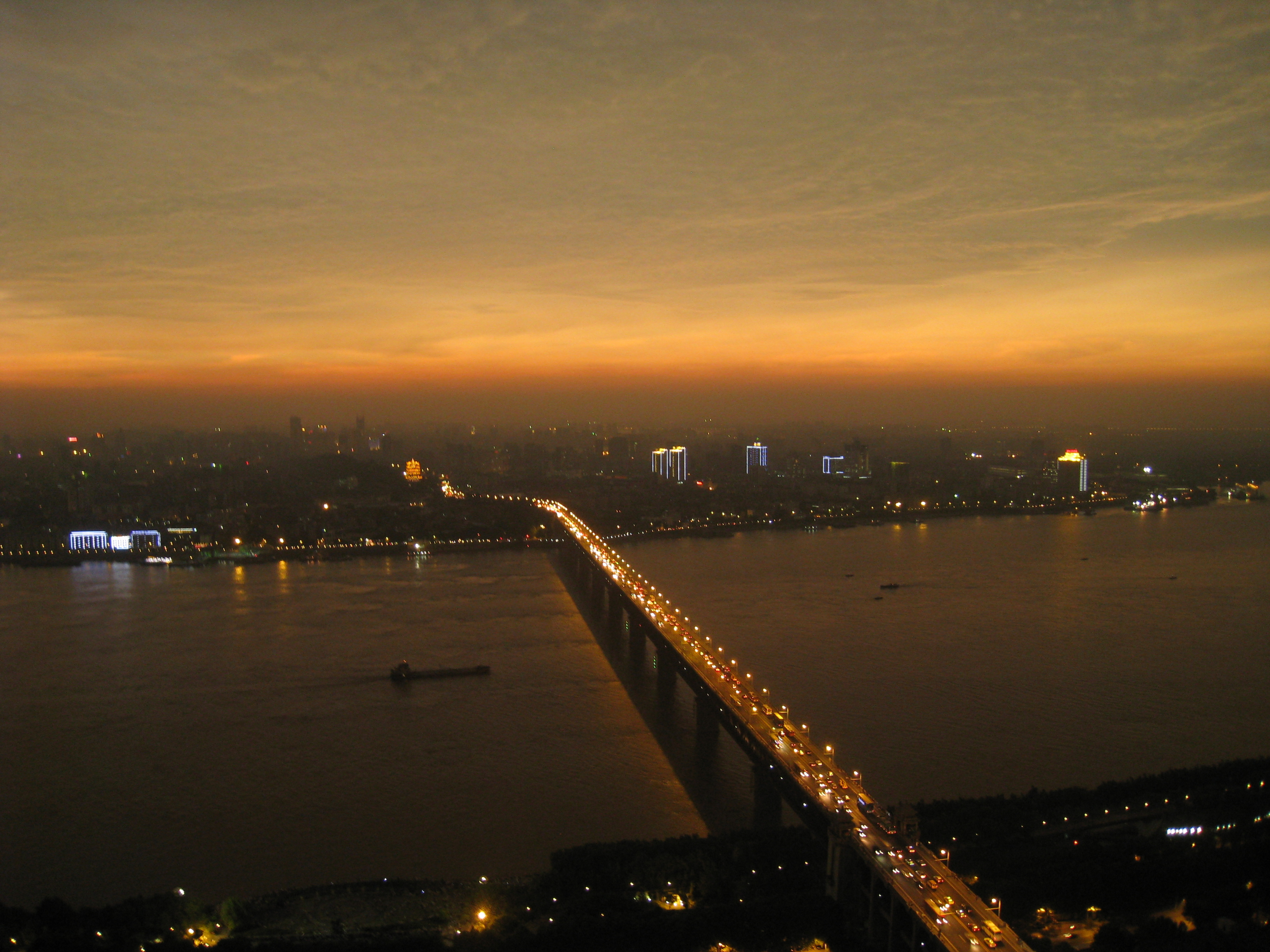
El puente por la noche.
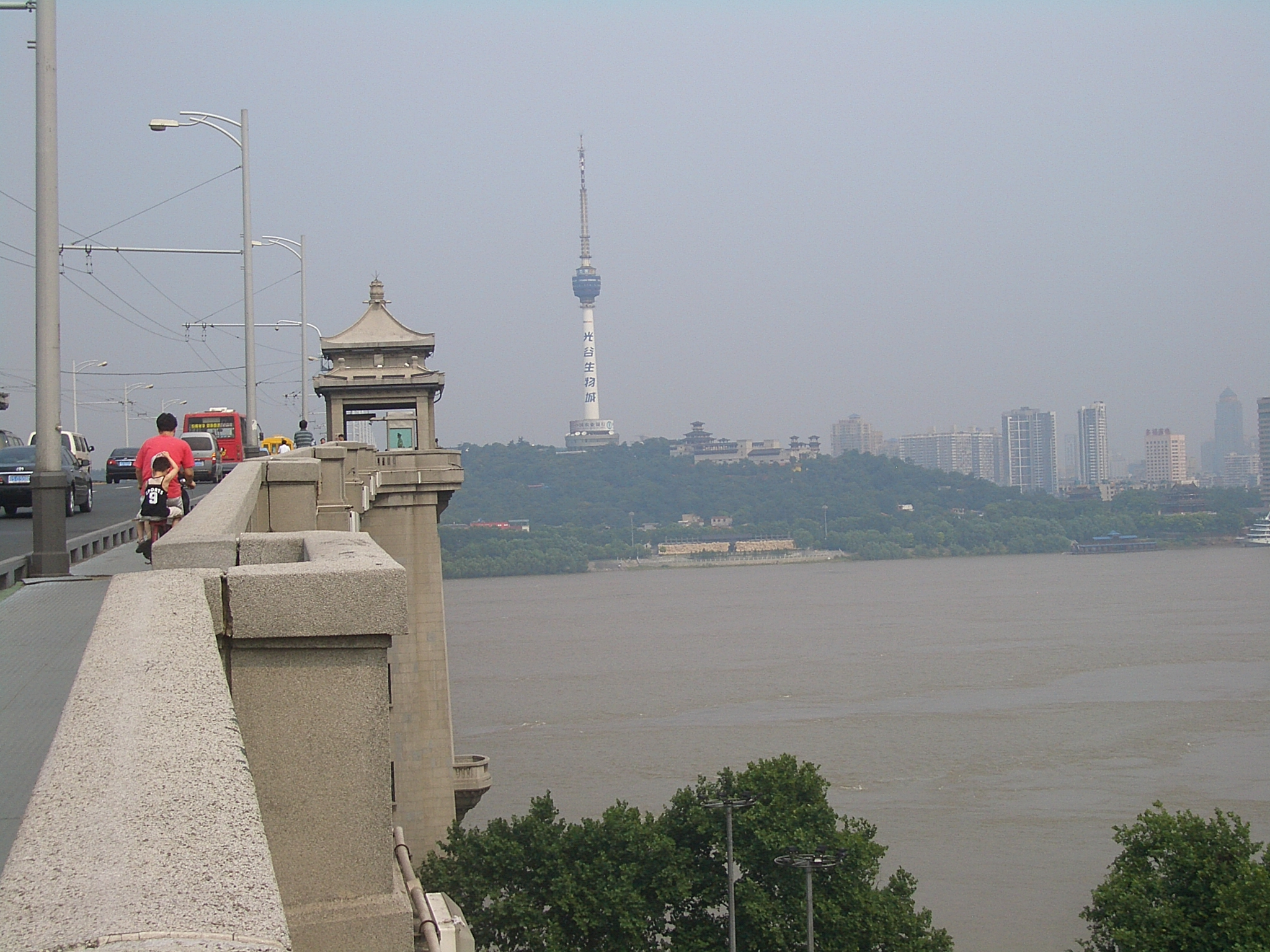
El puente visto desde Wuchang.